# Atherinomorus lineatus
The lined silverside (Atherinomorus lineatus) là một loài cá thuộc họ Atherinidae. Nó được tìm thấy ở Indonesia và Philippines.